# Szponiastonóg czerwonooki
Szponiastonóg czerwonooki, frankolin czerwonooki (Pternistis harwoodi) – gatunek średniej wielkości ptaka z rodziny kurowatych (Phasianidae), podrodziny bażantów (Phasianinae). Endemit Etiopii. Bliski zagrożenia wyginięciem.

## Taksonomia
Po raz pierwszy gatunek został opisany w 1899 przez Blundella i Simona Frasera, 14. lorda Lovat. Holotyp pochodził z Aheafeg (zapisywane również jako Ahaia Fej lub Haiafegg) z południowej Etiopii. Był to dorosły samiec odłowiony 7 lutego 1899. Autorzy nadali mu nazwę Francolinus harwoodi; obecnie (2020) Międzynarodowy Komitet Ornitologiczny (IOC) umieszcza szponiastonoga czerwonookiego w rodzaju Pternistis; bywał umieszczany również w rodzaju Chaetopus. Prawdopodobnie najbliżej spokrewnione ze szponiastonogiem czerwonookim są szponiastonogi: zbrojny (P. bicalcaratus), żółtodzioby (P. icterorhynchus) i pstry (P. clappertoni). Gatunek monotypowy.

## Morfologia
Długość ciała wynosi około 33–35 cm; znana masa ciała u jednego samca 545 g, jednej samicy – 446 g. Przybliżone (oryginalne w calach) wymiary holotypu: długość dzioba 29 mm, długość skrzydła 180 mm, długość ogona 84 mm, zaś skoku – 53 mm. Do 1978 wygląd samicy pozostawał nieznany – od roku odkrycia do 1978 zbadano tylko 3 osobniki, z czego wszystkie były samcami. Upierzeniem górnych partii ciała samiec przypomina samca P. icterorhynchus – ma wierzch ciała pokryty niewyraźnymi pasami barwy szarobrązowej. Do tego, podobnie jak szponiastonogi żółtodziobe wewnętrzne chorągiewki lotek I rzędu miejscami mają kolor rdzawy, a kolorem tła wzoru na piersi jest ochrowy (na ochrowym tle znajdują się położone niemal na środku czarne plamy), ozdobione wąskimi, czarnymi i białymi pasami. Potylicę i tył szyi porastają pióra czarne z wąskimi, białymi obrzeżeniami, dzięki czemu nadają jej łuskowaty wygląd. Pierś i boki ciała szarobrązowe. Tęczówka brązowa, dziób, naga skóra wokół oka i nogi czerwone. Samica ma bardziej brązowy wierzch i spód ciała, do tego nie ma ostróg. U ptaków dowolnej płci i wieku paskowanie wierzchu ciała jest niewyraźne, jednak u samic, w porównaniu do innych ptaków, jest mocniej zaznaczone. U samców pióra na piersi mają bardziej zaostrzone końcówki, a sam wzór w tej części ciała cechuje większa kontrastowość.

## Zasięg występowania
Szponiastonóg czerwonooki ma niewielki zasięg obejmujący wyżyny centralnej Etiopii i skupiony w okolicy Nilu Błękitnego i jego dopływów. 

## Ekologia i biologia
Szponiastonogi czerwonookie były odnotowywane na wysokości 1200–1600 m n.p.m. Przez pewien czas sądzono, że ptaki te zasiedlają jedynie skupiska pałki (Typha) rosnące przy niewielkich ciekach oraz zakrzewienia ciernistych akacji (Acacia). Według obecnego (2005) stanu wiedzy zasiedlają one również m.in. stoki, zakrzewienia, brzegi rzek, tereny skaliste, gęste lasy, uprawy. Przedstawiciele P. harwoodi żywią się małymi nasionami, ale uzupełniają dietę również i inną materią rośliną – bulwami, jagodami i owocami, a prócz roślin – termitami.

### Lęgi
Prawdopodobnie szponiastonogi czerwonookie są poligamiczne. Okres lęgowy trwa od sierpnia do grudnia. W zniesieniu od 3 do 10 nakrapianych jaj.

## Status zagrożenia
IUCN od 2018 uznaje szponiastonoga czerwonookiego za gatunek bliski zagrożenia (NT – near threatened); wcześniej – od 1994 miał on status narażonego na wyginięcie (VU – vulnerable). Liczebność populacji szacuje się na 6–15 tysięcy dorosłych osobników, a jej trend oceniany jest jako spadkowy. Zagrożeniem dla gatunku jest niszczenie środowiska – przekształcanie go w krajobraz rolniczy oraz wycinka drzew pod rozpałkę i budulec. Przykładowo, zarośla pałki są spalane, aby rolnicy mogli uzyskać miejsce na plantacje bawełny, lub wycinane, by wykorzystać pałkę jako pokrycie dachów. Ponadto szponiastonogi czerwonookie są intensywnie odławiane na mięso i łapane na sprzedaż na lokalnym rynku.